# Danthoniopsis
Danthoniopsis es un género de plantas herbáceas perteneciente a la familia de las poáceas. Es originario de África y Arabia.

## Etimología
El nombre del género deriva del griego opsis (apariencia) y Danthonia (otro género de la familia), aludiendo a su semejanza. 

## Citología
El número cromosómico básico del género es x = 9, o 12 (?), con números cromosómicos somáticos de 2n = 18, 24 y 36, ya que hay especies diploides y una serie poliploide.

## Especies
- Danthoniopsis acutigluma Chippind.
- Danthoniopsis anomala (C.E.Hubb. & Schweick.) Clayton
- Danthoniopsis aptera R.I.S. Correia & Phipps
- Danthoniopsis barbata (Nees) C.E.Hubb.
- Danthoniopsis betsileensis (A.Camus) A.Camus
- Danthoniopsis catangensis (Chiov.) Kiwak & P.A.Duvign.
- Danthoniopsis chevalierii A.Camus & C.E.Hubb.
- Danthoniopsis chimanimaniensis (J.B.Phipps) Clayton
- Danthoniopsis dinteri (Pilg.) C.E.Hubb.
- Danthoniopsis gossweileri Stapf
  - Danthoniopsis gossweileri var. catangensis Chiov.
  - Danthoniopsis gossweileri var. gossweileri
- Danthoniopsis griffithiana (Müll.Stuttg.) Bor
- Danthoniopsis humbertii (A.Camus) Conert
- Danthoniopsis intermedia C.E.Hubb.
- Danthoniopsis isalensis A.Camus
- Danthoniopsis lignosa C.E.Hubb.
- Danthoniopsis minor Stapf & C.E.Hubb.
- Danthoniopsis multinodis (C.E.Hubb.) Jacq.-Fél.
- Danthoniopsis occidentalis Jacq.-Fél.
- Danthoniopsis parva (J.B.Phipps) Clayton
- Danthoniopsis petiolata (J.B.Phipps) Clayton
- Danthoniopsis pobeguinii Jacq.-Fél.
- Danthoniopsis pruinosa C.E.Hubb.
  - Danthoniopsis pruinosa var. gracilis C.E.Hubb.
  - Danthoniopsis pruinosa var. pruinosa
- Danthoniopsis purpurea (C.E.Hubb.) Jacq.-Fél.
- Danthoniopsis ramosa (Stapf) Clayton
- Danthoniopsis scopulorum (J.B.Phipps) J.B.Phipps
- Danthoniopsis simulans (C.E.Hubb.) Clayton
- Danthoniopsis stocksii (Boiss.) C.E.Hubb.
- Danthoniopsis tristachyoides (Trin.) Jacq.-Fél.
- Danthoniopsis tuberculata (Stapf) Jacq.-Fél.
- Danthoniopsis viridis (Rendle) C.E.Hubb.
- Danthoniopsis wasaensis (Vanderyst) C.E.Hubb.
- Danthoniopsis westii J.B.Phipps